# Rogue (logiciel malveillant)
Pour les articles homonymes, voir Rogue.
Un rogue (qui signifie escroc) ou rogueware est un faux logiciel de sécurité, imitant un antivirus ou un anti-spyware. Ce type de programme est vendu par des sociétés éditrices de logiciels, lesquelles avaient auparavant provoqué chez leurs clients potentiels de l'étonnement, du stress ou invoqué des menaces imaginaires. Il s'agit d'une pratique de marketing non éthique.
Une tactique habituelle est de convaincre un utilisateur que son ordinateur contient un logiciel malveillant, puis lui suggérer de télécharger un logiciel pour l'éliminer, logiciel payant. L'infection est le plus souvent fictive et le logiciel est inutile ou est lui-même malveillant.

## Mode opératoire
Le rogue alerte l'utilisateur par des messages indiquant que son ordinateur est infecté et peut, dans certains cas, simuler une infection en empêchant l'accès au bureau ou le lancement de certains logiciels de sécurité, notamment l'antivirus.

### Vecteurs d'infection
- Le téléchargement et l’exécution de faux codecs ou de faux cracks
- Les exploits sur des sites Web
- Le SEO empoisonnement, pouvant mener, à partir de moteurs de recherche classique, à de faux sites de sécurité proposant un rogue
- Certaines bannières publicitaires (même sur des sites légitimes) qui mènent à des fausses pages d'alertes
- Le téléchargement et l'installation du rogue par un cheval de Troie déjà présent sur l'ordinateur
- L'utilisation d'ingénierie sociale afin de faire en sorte que l'utilisateur installe le rogue par lui-même[2]. Une méthode utilisée fréquemment consiste à faire croire que l'ordinateur de la victime est analysé par le site WEB hébergeant le rogue, ce qui est impossible en pratique.

## Fonctionnement
Les symptômes causés par une infection par un rogue sont :
- défaillances système ;
- fenêtres pop-ups et fausses alertes ;
- connexion de l'ordinateur à Internet sans votre autorisation ;
- annonces publicitaires ;
- modifications du navigateur web (par exemple, modification de paramètres tels que la page d'accueil, le moteur de recherche par défaut) ;
- blocage du lancement des programmes, le rogue prétendant qu'une infection empêche ces derniers de fonctionner : l'ordinateur devient alors presque inutilisable.

## Exemples
en:List of rogue security software

## Désinfection
La désinfection se fait le plus souvent à l'aide du mode sans échec, le rogue se lançant automatiquement lors d'un démarrage classique, ce qui lui permet de bloquer les outils qui permettraient de s'en débarrasser. Les outils les plus communément utilisés pour supprimer les rogues sont Malwarebytes et RogueKiller. La désinfection manuelle est également possible dans la plupart des cas, en supprimant les fichiers et clefs de registre infectieuses, cette approche est cependant fastidieuse et est déconseillée aux débutants.